# Церква Святого Петра у Капернаумі
Це́рква Свято́го Петра́ у Капернау́мі — сучасна католицька церква у Капернаумі (Галілея). Побудована на контрфорсі над будинком апостола Петра. Церква була побудована в 1980-х роках за планами італійського архітектора Ільдо Аветти. Будівля належить до території археологічних досліджень під керівництвом Францисканської кустодії на Святій Землі. Церкву освятив кардинал Дурайсамі Симон Лурдусамі 29 червня 1990 року.

## Архітектура

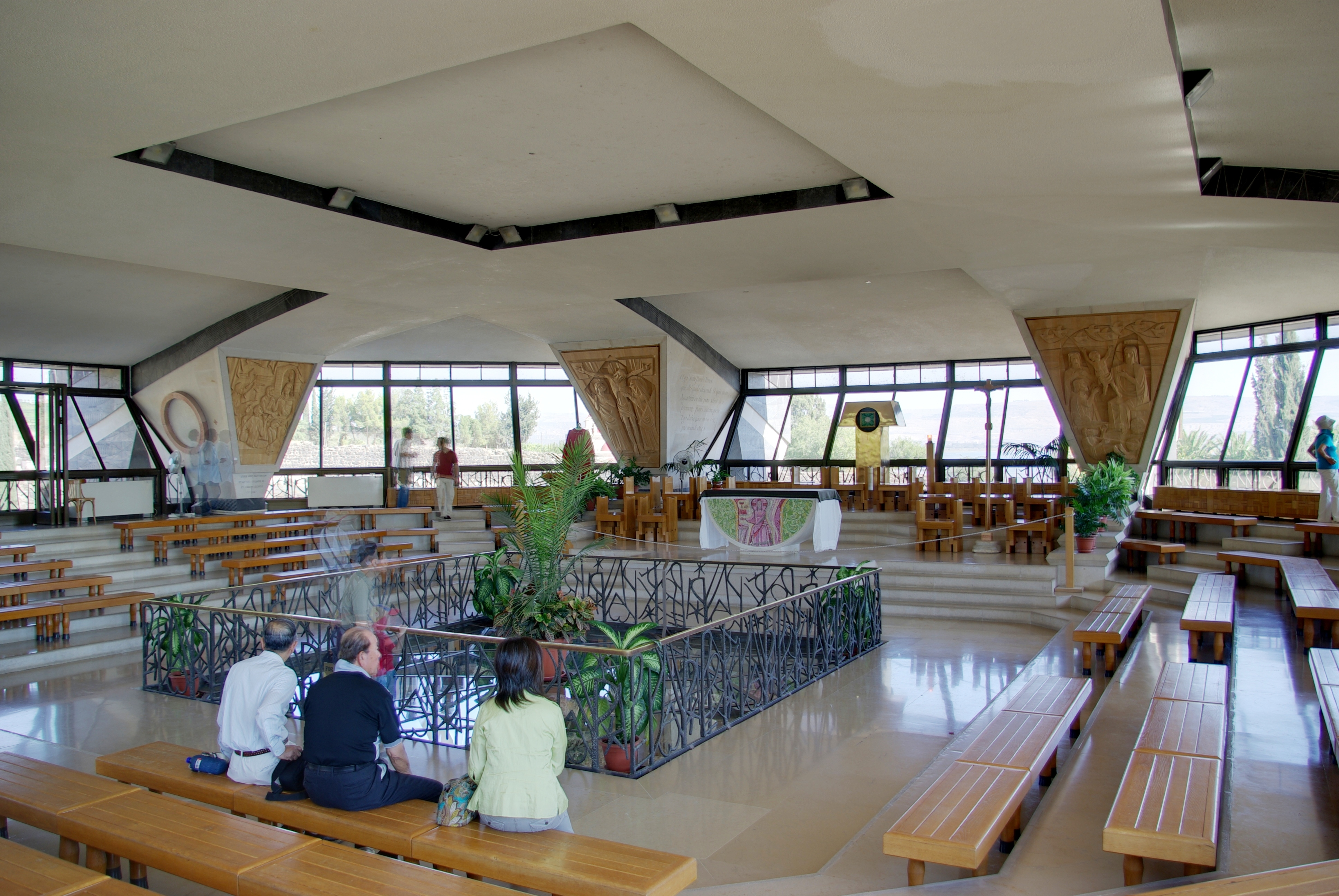
Інтер'єр церкви з видом на Галилейське море.

Концепція будівлі церкви Святого Петра спрямована на захист решток будівлі, що розташовані під нею, а також можливості їх огляду. Посередині будівлі підлога зроблена зі спеціального скла, крізь яке видно залишки будівель візантійської церкви V століття, побудованої у формі октагону (восьмикутника) і будинку I століття. На стінах будинку знайдено бл. 120 надписів: 9 — арамейською, 151 — грецькою, 13 — сирійською та 2 — латинською мовами, а також рисунки хреста, човна й риб. Разом з тим будівля церкви не занадто висока, з великими вікнами для збереження можливості кращого огляду цього біблійного місця.

## Галерея

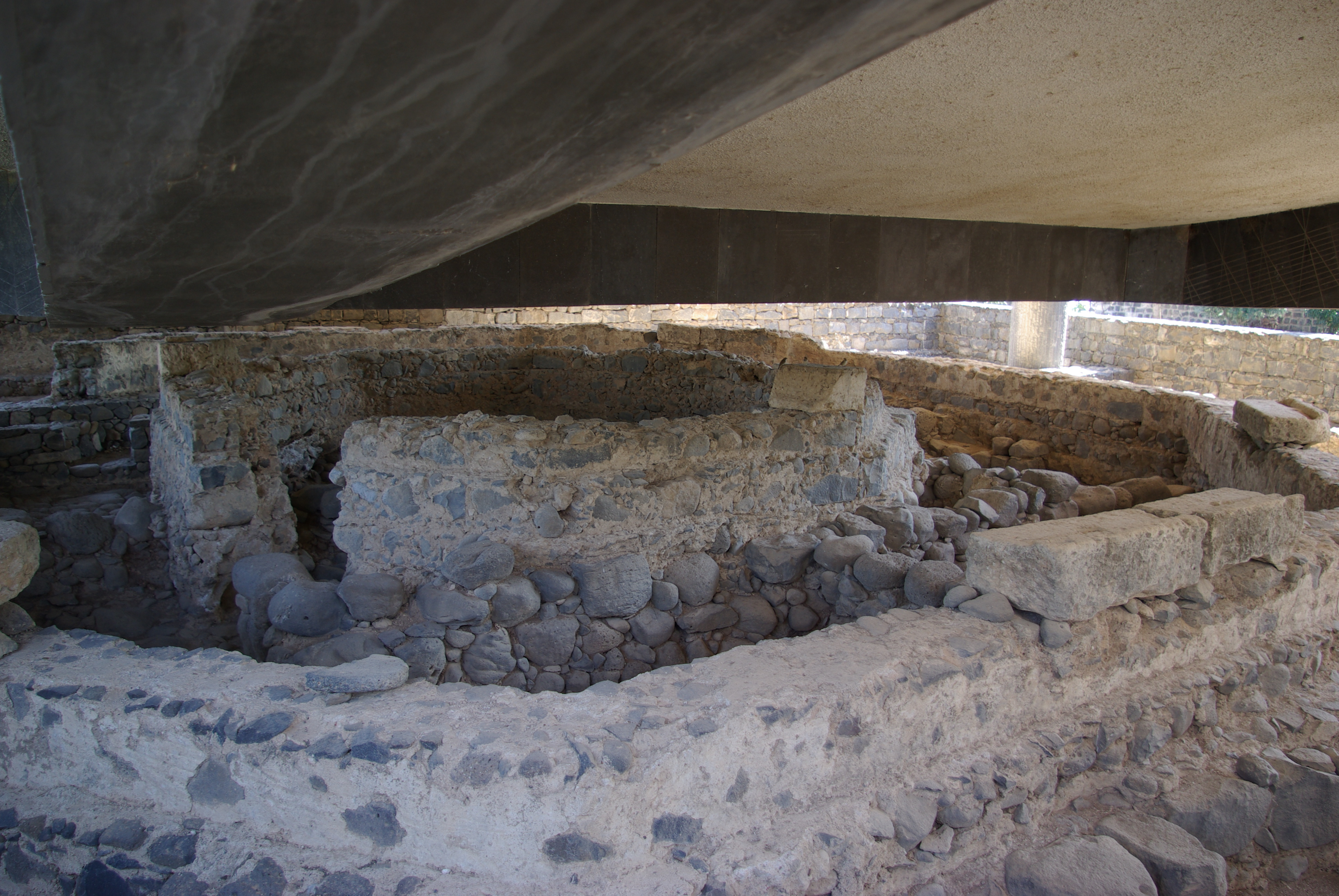
Залишки візантійської церкви V століття
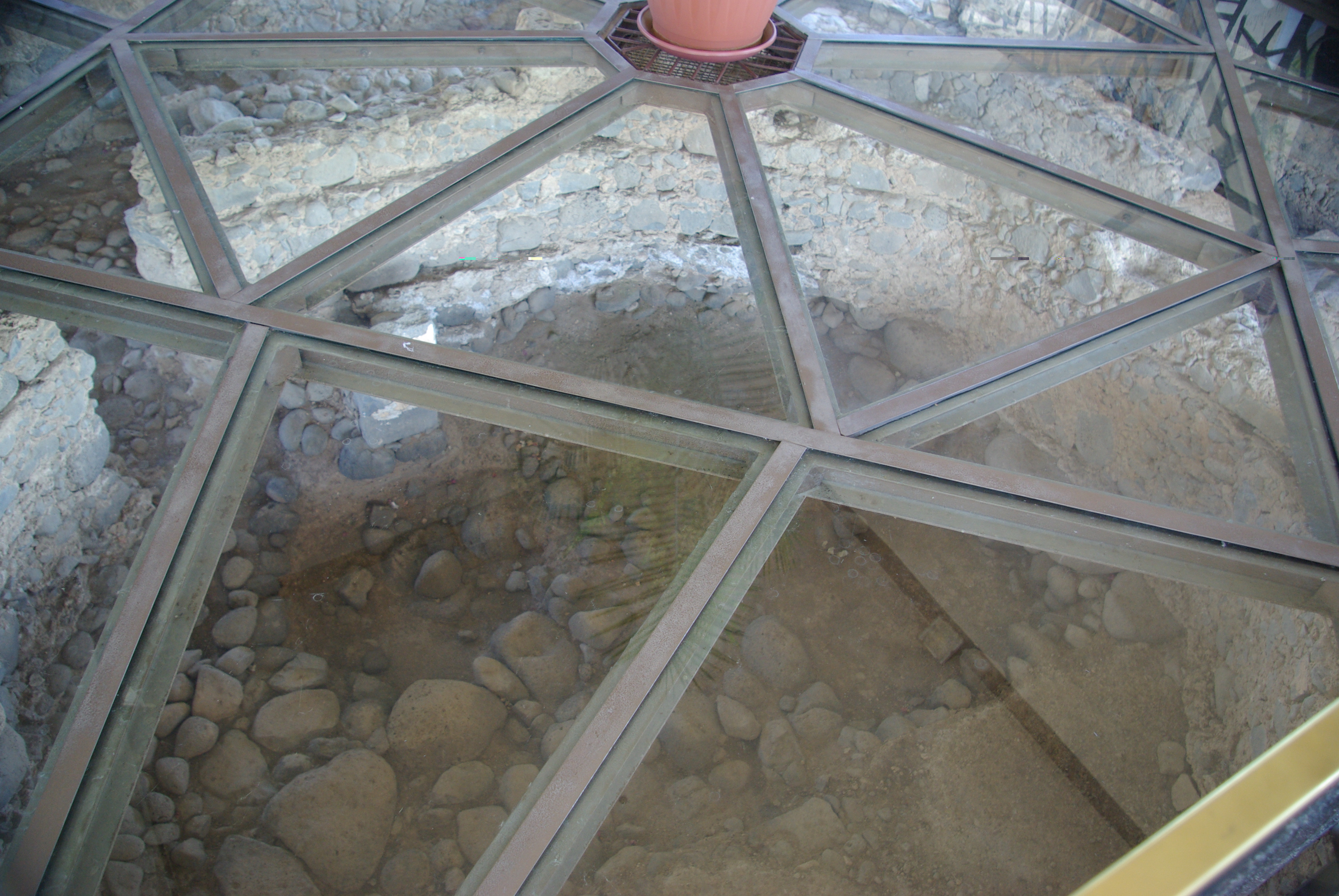
Археологічні рештки будівлі будинку апостола Петра
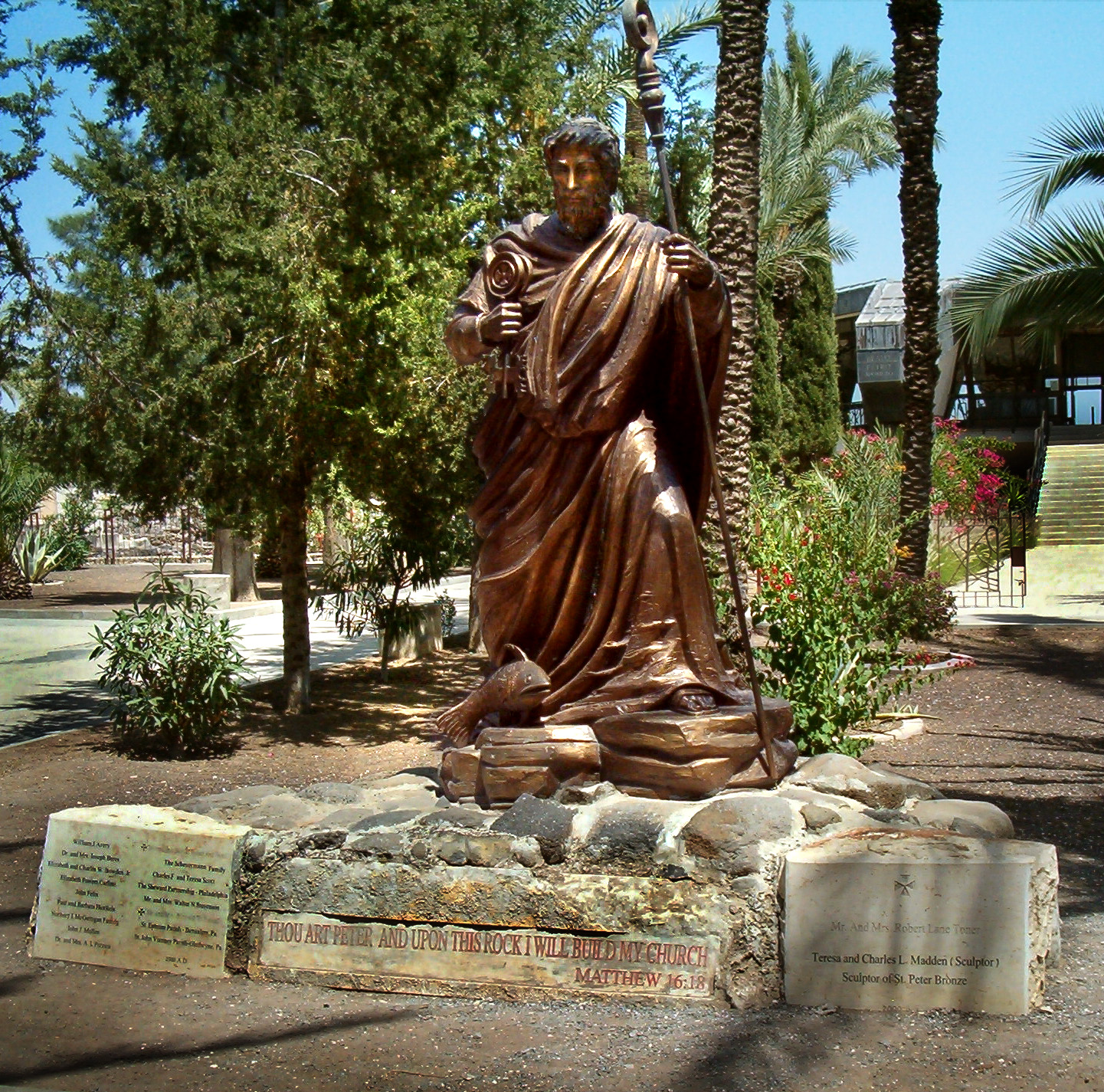
Статуя апостола Петра